# Codia discolor
Codia discolor är en tvåhjärtbladig växtart som först beskrevs av Brongn. & Gris, och fick sitt nu gällande namn av André Guillaumin. Codia discolor ingår i släktet Codia och familjen Cunoniaceae. Inga underarter finns listade i Catalogue of Life.